# Верещівка (залізнична станція)
Верещівка (рос. Верещовка) — залізнична станція в Дятьковському районі Брянської області Російської Федерації.
Населення становить 0 осіб. Входить до складу муніципального утворення Дятьковське міське поселення.

## Історія
Від 2005 року входить до складу муніципального утворення Дятьковське міське поселення.

## Населення
| 1979 | 1989 | 1999 | 2010 | 2013 |
| ---- | ---- | ---- | ---- | ---- |
| 27   | ↘10  | ↘1   | ↗18  | ↘0   |